# Idiomuskulärer Wulst
Der idiomuskuläre Wulst bezeichnet eine im Rahmen der Todeszeitpunktfeststellung genutzte Form der Erregbarkeit der Muskulatur. Durch einen mechanischen Reiz, z. B. durch einen Reflexhammer, wird eine lokale Kontraktion der Muskulatur ausgelöst, die bei reichlich Unterhautfett nur tastbar, aber nicht sichtbar, sein kann. Die idiomuskuläre Wulstbildung wird bevorzugt durch kräftiges Anschlagen des M. biceps brachii geprüft. In der Regel kann er bis zu acht Stunden nach dem Tod (in Ausnahmefällen bis zu zwölf Stunden) ausgelöst werden.